# 짱구는 못말려 극장판: 흑부리 마왕의 야망
《짱구는 못말려 극장판: 흑부리 마왕의 야망》(일본어: 映画クレヨンしんちゃん雲黒斎の野望)은 1995년 제작된 일본의 애니메이션 영화이다.
우스이 요시토의 《주간 액션》에 연재된 만화 《크레용 신짱》을 원작으로 하여 동명의 이름으로 제작된 TV시리즈 《짱구는 못말려》의 극장용 애니메이션 영화 시리즈 3편이다.
대한민국에서는 작품이 일본의 전국 시대를 배경으로 하기 때문에 한국의 정서에 부적합하다고 판단하여 수입하지 않다가, 2008년 대원방송㈜에서 수입하여 한국식 이름과 한국어 더빙으로 《극장판 짱구는 못말려 흑부리 마왕의 야망》라는 이름으로 15세 이상 관람가 등급으로 챔프, 애니원, 애니박스, 채널CGV에서 방영되었다. 더빙 작업 과정에서 한국식 이름과 지명을 사용했다. 대원방송에서는 한국어 더빙으로 공개되었으나, 영화 내의 주제가, 오프닝, 엔딩 등은 각 방송사에 따라 원어 자막(또는 생략)으로 방영했다. 그리고 방통위의 심의가 엄격해져 너무 짙은 왜색, 잔혹한 묘사로 유일하게 반복 방영이 되지 않았다.
동화 혹부리 영감을 본 후 '혹'부리 마왕으로 잘못 아는 사람들이 많다.

## 줄거리
'타임 패트롤' 대원인 링 스노우 스톰은 서기 2000년 시대 쯤을 지나가면서 순찰하는 과정에서 시간 진동이 일어난 것을 간파했다. 진원지는 일본이었고 서기 1570년 경 전국 시대였다. 링 스노우 스톰은 서기 1570년 경으로 시간을 맞추어 그 곳으로 우주선을 출발시켰다. 그런데 갑자기 고속 물체가 우주선으로 접근하면서 폭발하더니 서로 분해되면서 결국 우주선도 크게 망가지고 만다. 정신을 잃었던 링 스노우 스톰은 가까스로 목숨만은 건지는 데 성공했다. 그러나 우주선이 크게 망가지는 바람에 제대로 작동되는 시스템은 단 한 개도 없었다.
그러나 기적적으로 마이크로 머신과 긴급 킷의 작동이 되는 것이었다! 링 스노우 스톰은 마이크로 머신과 긴급 킷을 이용해서 마침내 노하라 가족들의 집 밑에 있는 마당에 있는 시로의 몸 속으로 정신을 연결해서 시로가 결국 말을 하게 된다. 시로는 집 안으로 달려들어서 신노스케와 신노스케의 아빠인 히로시와 신노스케의 엄마인 미사에에게 이러한 상황들을 상세히 알려준다. 시로의 사정을 들은 노하라 가족들은 처음에는 시로가 말을 할 수 있다는 사실 때문에 매우 놀랐다. 하지만 시로의 딱한 사정을 이해하고 나서 결국 노하라 가족들은 시로를 통해서 '타임 패트롤' 대원의 심각한 이야기를 이해한다. 결국 신노스케와 히로시와 미사에는 시간 진동을 일으킨 범죄자인 운코쿠사이를 없애고 운코쿠사이가 멋대로 조종하는 시간을 막기 위해서 출동한다.
시로는 노하라 가족들에게 집 앞의 마당으로 인도하여 우주선을 꺼낸다. 그러더니 노하라 가족들에게 이상한 우주복 비슷한 것을 입히는데, 다른 보편적인 초록색 우주복과는 달리 유독 색깔이 이상한 빨간색 우주복이 있었다. 그것을 입은 자는 위기가 닥칠 때마다 "도와줘요!" 라고 외치면 소원이 이루어져 위기를 모면할 수 있는 것이었다. 그러나 기회가 단 3번 뿐이라서 소중하게 여겨야 할 찰나, 신노스케가 갑자기 호기심이 발동하여 "도와줘요!"라고 외치려고 했다. 시로가 가까스로 말려서 소원이 이루어지지는 않았다.
아무튼 노하라 가족들은 시로의 안내를 받아서 비좁은 우주선 안에 탑승하고 출발한다. 히로시가 너무 비좁다고 불평을 하자, 시로는 이것이 편도용 우주선이라고 안심시키고 시간 진동을 막기 위해서 각오가 되어 있냐고 말했다. 노하라 가족들은 되어 있다고는 말했지만, 시로가 운코쿠사이를 막지 못하면 노하라 가족들도 원래 세계로 돌아갈 수 없다고 말하자, 못말리는 노하라 가족들은 울고불고 난리를 친다. 어쨌든 서기 1570년 경 전국 시대에 도착했다. 시간은 크게 변했지만, 공간은 옛날 가스카베 그대로 변하지 않았다. 노하라 가족들은 불탔던 성루에 도착했다. 우주복을 그대로 입고 있으면 위험하다는 말을 시로로부터 들은 노하라 가족들은 시로의 말에 따라서 옷깃을 세워 변장한다. 시로의 말 그대로 빨간색 우주복을 입고 있었던 신노스케는 특이한 기능들이 있었다.
그런데 갑자기 이상한 캐스터내츠 소리가 들리더니 어떤 괴상한 자객들이 노하라 가족들에게 덤비는 것이었다! 그 때 자객들을 무찌르고 노하라 가족들을 무사히 구출해 낸 한 남자 영웅이 도착했다. 그의 이름은 후부키마루로 옛날에 자신의 아빠와 엄마를 죽였던 사람들에게 복수하기 위해서 길을 가던 중이라고 설명했다. 그리고 노하라 가족들은 후부키마루로부터 저 자객들은 운코쿠사이의 부하들이라는 것까지 알아내었다. 그런데 갑자기 미사에가 울고불고 난리를 치는 것이었다. 바로 자신의 핸드백을 저 자객들에게 빼앗겼기 때문이라, 히로시는 미사에에게 왜 이런 전국 시대에 핸드백을 가지고 오냐고 따졌다. 그러더니 미사에도 지지 않고 저의 유일한 재산인 핸드백을 집에다 두고 온다면 도둑맞아서 잃어버릴 것이라고 따지면서 히로시와 미사에는 못말릴 싸움을 하였다.
신노스케는 후부키마루에게 안심하라고 말했다. 원래 저런 일들이 많이 있으니까 안심하라고, 그런데 신노스케의 앞으로 다가온 어떤 말이 신노스케의 머리 위에 자신의 다리를 올려 놓는 것이었다. 후부키마루는 저 말이 내 말인 에지라고 설명했고, 원래부터 콧대가 높아서 남들에게 무례하게 대하는 경우가 많다고 하면서 신노스케에게 용서를 빌었다. 그러나 신노스케도 지지 않고 에지의 등 뒤에 탄 것이었다! 후부키마루는 놀라면서 빨리 에지의 등 뒤에서 내려오라고 했지만, 이미 에지는 미쳐버려서 몸을 한바탕 크게 여러 번 흔들더니 결국 신노스케는 히로시의 품 안에 떨어져버린다.
아무튼 노하라 가족들은 후부키마루의 사정을 알고 후부키마루와 같이 운코쿠사이를 없애기 위해서 운코쿠사이의 요새로 가기 시작했다. 가는 도중에 노하라 가족들은 옛날 전국 시대의 시골 경관에 감탄한다. 급기야 히로시는 집 대출금을 갚기 위해서 매일 힘들게 일을 해야 하는 자신의 처지를 비관하면서, 차라리 나도 전국 시대로 와서 농사나 지으면서 한가하게 살았으면 좋겠다는 푸념까지 할 정도였다.
한편 운코쿠사이의 요새에서는 후부키마루 일행들이 요새로 쳐들어온다는 소식을 듣고 난리가 난다. 처음에는 오긴이 직접 나서서 후부키마루 일행들을 무찌르고 싶어했지만, 네코노신이 강력하게 반대하면서 자신이 직접 무찌르겠다고 나선다. 결국 운코쿠사이는 네코노신의 의견을 받아들여 네코노신을 파견한다. 오긴은 운코쿠사이에게 왜 자신을 보내주지 않냐고 항의했지만, 타마시로가 운코쿠사이를 대변하듯이 그 이유를 설명했다. 운코쿠사이님께서는 오긴을 굉장히 아끼므로 혹시나 오긴이 후부키마루 일행들과 싸우다가 죽을 것을 염려해서 보내지 않은 것이라고.
후부키마루 일행들은 계속 길을 걷다가, 도중에 어떤 숲을 지나간다. 그런데 신노스케가 어떤 성질 더러운 무사의 검을 만졌다는 죄로 무사는 신노스케를 죽이려 들었다. 급기야는 히로시와 미사에가 무릎을 꿇고 빌면서 신노스케를 살려달라고 빈다. 하지만 무사는 용서하려고 하지 않고 도리어 히로시와 미사에와 신노스케를 다 죽이려고 들었다. 드디어 우리의 후부키마루가 나서서 히로시와 미사에와 신노스케를 살려달라고 부탁한다. 무사는 더욱 더 기가 살아서 후부키마루까지 죽이려고 들었다. 그러나 후부키마루의 무술 솜씨를 따라오지 못한 무사는 결국 후부키마루에게 수염이 깎이면서 결국 걸음아 날 살려라 하듯이 도망가버렸다. 후부키마루는 노하라 가족들을 진정시키면서, 왜 저런 무사를 죽이려들지 않느냐고 항의했다. 그러나 히로시가 대담하게 말했는데, 바로 작은 일에도 무식하게 싸우려 든다면 결국 좋을 것이 없다면서, 차라리 싸우지 않고 이기는 방법을 모색해보는 것이 어떠냐고 말을 했다.(변명인지 정말로 알고 있는지는 모르지만.) 의외로 후부키마루는 히로시의 말에 동조하면서 앞으로는 작은 일에도 무식하게 싸우려 들지 않겠노라고 맹세까지 했으며, 좋은 병법을 알려주어서 감사하다고 했다.
그리고 어느 식당에 도착하면서 후부키마루 일행들은 경단과 따뜻한 국을 마신다. 우리의 신노스케는 식당에서도 사고를 치는데, 바로 후부키마루의 애마인 에지를 놀리다가 사건이 터진 것이었다. 신노스케는 에지를 놀리면서, 왜 풀 따위를 먹냐고 말하면서 에지에게 자신이 먹던 경단을 주려고 했다. 그러나 에지가 경단을 먹으려고 했는데 신노스케가 경단을 바로 먹어버리면서 에지를 화나게 만들었다. 급기야 에지는 신노스케가 어떤 아가씨에게 한눈을 판 사이에, 신노스케의 경단을 전부 다 먹어버렸다. 신노스케도 화가 나서 에지가 먹던 풀을 먹어버렸다! 참 못말리는 신노스케다.
시로는 후부키마루에게 운코쿠사이의 요새는 얼마나 더 가야 나오냐고 묻는다. 바로 북성 방향으로 15리를 더 가야한다. 1리가 3.9km이니까, 무려 58.5 km! 말로 가면 반나절밖에 걸리지 않지만, 히로시와 미사에와 신노스케와 시로가 말을 타고 오지 않은 탓에 걸어가면 내일 저녁에나 도착한다고 말했다. 히로시와 미사에는 얼굴이 사색이 된다. 거의 60km에 가까운 길을 걸어가야 한다니. 그렇게 마침내 깊은 밤이 되어서 후부키마루 일행들은 어느 허름한 집에 머물게 된다. 허름한 집에 도착하자 결국 후부키마루 일행들은 잠을 청하기로 했다.
노하라 가족들은 마루에 누워서 자려고 했는데, 후부키마루만은 양반다리로 앉아서 검을 잡고 자지 않고 있는 것이었다. 사실 후부키마루는 운코쿠사이의 부하들이 언제 습격해서 자신을 죽일지 몰라서 1년 동안이나 누워서 잠을 잔 적이 없다고 말했다. 하지만 노하라 가족들은 후부키마루가 너무 사정이 딱해 보여서 후부키마루에게 자꾸 편히 누워서 잠을 자라고 말했다. 결국 후부키마루는 노하라 가족들 옆에서 잠을 청하기로 했다.

## 등장인물
- 노하라 신노스케 (신짱구)

이 극장판의 주인공. '도와줘라 싸라비아'라고 외치면 변신이 된다는 링 스노우 스톰의 말에 히로시,미사에와 함께 옛날 시대로 타임머신을 타고 간다.
- 노하라 히로시 (신형만)

짱구,미사에와 함께 타임머신을 타고 옛날 시대로 간 짱구의 아버지.
- 노하라 미사에 (봉미선)

짱구, 히로시와 함께 타임머신을 타고 옛날로 간 짱구 어머니. 다이아나 오긴에 의해 구슬에 히로시와 함께 봉인된다.
- 원장 선생님

후타바 유치원 원장 선생님.
- 요시나가 미도리 선생님 (채성아 선생님)

후타바 유치원 해바라기반 선생님.
- 마츠자카 우메 선생님 (나미리 선생님)

후타바 유치원 장미반 선생님.
- 링 스노우 스톰 (링링)

타임머신을 타고 온 타임패트롤 여성 경찰(?). 지하에 갇힌 바람에 바로 위에 있던 흰둥이의 몸에 들어간다.
- 후부키마루 (하리용)

짱구 일행과 같이 흑부리마왕의 성에 들어간 무사.남장 여자로,짱구와 모험을 했지만 그건 꿈이었다. 짱구 덕분에 '오,짱이다'/'대단히 감사합니다'등의 말을 하기도 했다. 짱구 덕에 네코노신을 죽이고, 오긴을 죽였다.
- 유키노 (하리순)

후부키마루의 여동생. 후부키마루와 반대로 여장 남자. 어릴 때 자신이 여자였다고 생각하여 후부키마루 가문은 그를 여자로 받아들였다.
- 운코쿠사이 (흑부리마왕&피엘 죠크맨)

타임머신을 타고 시간을 엉망으로 만든 범인. 링 스노우 스톰이 잡으려 했던 인물이다.옛날 시대에서 죽은 줄로 알았지만 현대에 나타나 자신의 문화를 만들어 세계를 장악하지만 짱구가족에 의해 전멸했다.
- 프리드킨 타마시로 (적두건)

운코쿠사이의 부하.대형 기관총을 가지고 후부키마루와 싸우지만 기관총을 짱구에게 빼앗기고, 그 기관총에 자신이 맞아서 사망했다.
- 마타타비 네코노신 (풍천검객)

운코쿠사이의 부하로, 검객이다. 후부키마루를 죽이려다 상체, 하체의 중앙 부분에 칼에 맞아 죽는다.
- 다이아나 오긴 (은계령)

한국판에서 은계령이라고 말하는 인형. 히로시, 미사에, 유키노를 구슬에 봉인시켰다. 자세히 보면 후부키마루의 어머니와 비슷하게 닮았다. 후부키마루의 머리를 집어당기지만 머리를 잘라 넘어지자 칼에 죽는다.
- 후부키마루 어머니 (?)

후부키마루의 어머니. 다이아나 오긴과 비슷하게 생긴 외모이지만 목소리만 다르고, 후부키마루를 잠에서 깨어나도록 부른다.

## 캐스트
- 노하라 신노스케 - 야지마 아키코
- 노하라 히로시 - 후지와라 케이지
- 노하라 미사에 - 나라하시 미키
- 시로, 카자마 토루 - 마시마 마리
- 링 스노우 스톰 - 사쿠마 레이
- 후부키마루 - 우라와 메구미
- 유키노 - 미즈타니 유코
- 프리드킨 타마시로 - 겐다 텟쇼
- 마타타비 네코노신, 칸탐 로봇 - 토타니 코우지
- 다이아나 오긴 - 하기모리 쥰코
- 수염 무사 - 오오츠카 호우츄
- 사쿠라다 네네 - 하야시 타마오
- 사토 마사오 - 스즈키 미에(이치류사이 테이유)
- 보오 - 사토 치에
- 원장 선생님 - 나야 로쿠로
- 요시나가 미도리 선생님 - 타카다 유미
- 마츠다카 우메 선생님 - 토미자와 미치에
- 가스카베 책방 점장 - 쿄우다 히사코
- 나카무라 - 키시로 사쿠라코
- 단라자에몽 - 챠 후린
- 죤 - 야마구치 캇페이
- 운코쿠사이 - 카토 세이조
- 피엘 죠코맨 - 토미야마 케이

## 한국어 더빙
- 짱구 - 박영남
- 짱구 아빠 - 오세홍
- 짱구 엄마 / 맹구 - 강희선
- 흰둥이 / 유리 / 링링 - 장경희
- 철수 / 하리용 - 여민정
- 훈이 - 정혜옥
- 원장 / 적두건 - 현경수
- 채성아 / 하리순 - 하은진
- 나미리 - 윤여진
- 흑부리 마왕 - 홍진욱
- 풍천검객 - 최재호

## 스태프
- 원작: 우스이 요시토 《크레용 신짱》
- 캐릭터 원안: 우스이 요시토
- 연출: 하라 케이이치
- 작화감독: 하라 카츠노리, 츠츠미 노리유키
- 미술감독: 나카무라 다카시, 노무라 카나코
- 촬영감독: 타카하시 히데코
- 점토 애니메이션: 이시다 타쿠야
- 음악: 아라카와 토시유키
- 녹음감독: 오오쿠마 아키라
- 편집: 오카야스 하지메
- 프로듀서: 모기 히토시, 호리우치 타카시, 오오타 켄지
- 감독: 혼고 미츠루
- 각본·그림 콘티: 혼고 미츠루, 하라 케이이치
- 설정 디자인: 유아사 마사아키
- 캐릭터 디자인: 하라 카츠노리
- 색채 설계: 노나카 사치코
- 특수효과: 도이 미치아키
- 동화 체크: 오하라 켄지
- 연출 조수: 미즈시마 츠토무
- 동화: 교토 애니메이션, 스튜디오 정글짐
- 마무리 검사: 마츠타니 사나에, 호리코시 토모코
- 마무리: 교토 애니메이션, 라이트 풋, 스튜디오 시마
- 배경: 스튜디오 유니, 아틀리에 로쿠
- 촬영: 아사히 프로덕션
- 에리 합성: 와타나베 유리오, 스에히로 타카시
- 효과: 마츠다 아키히코 (피즈 사운드 크리에이션)
- 녹음 스튜디오: APU 스튜디오
- 정음: 시바타 노부히로, 우치야마 히로아키
- 녹음제작: 오디오 플래닝 유
- 녹음제작 데스크: 오자와 메구미
- 녹음연출 어시스턴트: 이이쿠사 요시카
- 편집: 코지마 토시히코, 나카하 유미코, 무라이 히데아키, 카와사키 아키히로, 미야케 요시키
- 타이틀: 미치카와 아키라
- 현상: 도쿄 현상소
- 제작 데스크: 야마카와 준이치, 카시와바라 켄지
- 제작진행: 카이세이 사토시, 와다 야스시, 사이토 아츠시, 벳시 나오키
- 기술협력: 모리 미키오
- 제작: 신에이 동화, ASATSU, 테레비 아사히
- 배급: 토호

### 원화
- 하야시 시즈카, 타카쿠라 요시히코, 유아사 마사아키, 스에요시 유우이치로, 니시무라 히로유키
- 오오츠카 마사미, 키가미 요시지, 오카다 사치코, 이치카와 오사무, 마츠야마 마사히코
- 안도 마사히로, 마츠시타 히로미, 쿠로사와 마모루, 시미즈 히로시, 키무라 요코
- 와카마츠 타카시, 마츠모토 토모유키, 카도와키 코이치, 하라 카츠노리, 츠츠미 노리유키

### 대원방송 우리말 제작진
- 번역: 이선희, 이미라, 김언진, 김양희
- 녹음/믹싱: 조일오, 박지혜, 강미경
- 종합편집: 심정희
- 연출: 김정규, 최수연

## VHS·DVD
- VHS - 1996년 4월 25일 반다이 비주얼에서 발매
- DVD - 2004년 4월 23일 반다이 비주얼에서 발매

## 같이 보기
- 짱구는 못말려 (영화 시리즈)